# شي جياي
شي جياي، من مواليد 2 سبتمبر 1983 في شانغهاي في الصين، لاعب كرة قدم سنغافوري.
بدأ مسيرته الكروية مع نادي سينتشي في موسم 2003/2004، وشارك معهم في 27 مباراة وسجل 10 أهداف، وفي عام 2004 انتقل إلى نادي يونغ ليونز، ولعب معهم حتى عام 2006، وشارك معهم في 66 مباراة وسجل 13 هدف، ومنذ عام 2007 وهو يلعب مع نادي هوم يونايتد.
هو يلعب مع منتخب سنغافورة لكرة القدم.

## روابط خارجية
- شي جياي على موقع الاتحاد الدولي (مؤرشف)  (الإنجليزية)
- شي جياي على موقع قاعدة بيانات كرة القدم.إي يو (الإنجليزية)
- شي جياي على موقع ناشيونال فوتبول تيمز (الإنجليزية)
- شي جياي على موقع Soccerway.com (الإنجليزية)
- شي جياي على موقع كووورة